# Wanted (singel OneRepublic)
„Wanted” – singel amerykańskiego zespołu OneRepublic, który ukazał się 6 września 2019 roku. Piosenka jest drugim singlem zapowiadającym piąty album grupy.

## Teledysk
8 września 2019 ukazał się teledysk do utworu „Wanted”. Klip został wtreżyserowany przez Christiana Lamba. W teledysku wokalista zespołu, Ryan Tedder tańczy wraz z baletnicami. W klipie można zobaczyć pozostałych członków zespołu.

## Pozycje na listach

### Notowania tygodniowe
| Kraj/Region       | Notowanie (2019-2020)          | Najwyższa pozycja |
| ----------------- | ------------------------------ | ----------------- |
| Australia         | Top 50 Singles                 | 97                |
| Czechy            | Singles Digitál Top 100        | 76                |
| Czechy            | Radio Top 100                  | 57                |
| Irlandia          | Top 100 Singles                | 75                |
| Nowa Zelandia     | Hot 40 Singles                 | 17                |
| Słowacja          | Singles Digitál Top 100        | 82                |
| Słowacja          | Radio Top 100                  | 44                |
| Stany Zjednoczone | Bubbling Under Hot 100 Singles | 9                 |
| Szwajcaria        | Singles Top 100                | 37                |

## Certyfikaty
| Kraj/region | Wydawca           | Certyfikat  | Źródło |
| ----------- | ----------------- | ----------- | ------ |
| Australia   | ARIA              | Złota płyta | [ 11 ] |
| Brazylia    | Pro-Música Brasil | Złota płyta | [ 12 ] |